# Danske Naturister
Danske Naturister er interesseorganisation for naturister i Danmark. Foreningen har cirka 1200 medlemmer og syv lokalforeninger.
Foreningen blev startet som Danmarks Unge Naturister i år 2000 og skiftede i år 2003 navn til det nuværende.[kilde mangler]